# Hugo-díj a legjobb drámai bemutatónak
A Hugo-díjat 1955-ben osztották ki először. 1957-ben nem osztották ki.
Hugo-díjat forgatókönyvnek (Dramatic Presentation) 1960 és 2002 között osztottak. 2003-tól két részre osztották:
- forgatókönyvek (rövid formátum) (Dramatic Presentation, Short Form)
- forgatókönyvek (hosszú formátum) (Dramatic Presentation, Long Form)

## Győztesek és jelöltek
| Év   | Győztes                                                                                | További jelöltek |
| ---- | -------------------------------------------------------------------------------------- | --- |
| 2002 | The Lord of the Rings: The Fellowship of the Ring                                      | - Harry Potter and the Philosopher's Stone - Monsters, Inc. - Szörny Rt. - Buffy the Vampire Slayer: "Once More, with Feeling" - Shrek                                 |
| 2001 | Crouching Tiger, Hidden Dragon                                                         | - Chicken Run - Csibefutam - Frank Herbert's Dune - Frequency - X-Men                                                                                                  |
| 2000 | Galaxy Quest – Galaktitkos küldetés                                                    | - Being John Malkovich - The Iron Giant - Szuper haver - The Matrix - Mátrix - The Sixth Sense                                                                         |
| 1999 | The Truman Show - Truman Show                                                          | - Babylon 5: "Sleeping in Light" - Dark City - Pleasantville - Star Trek: Insurrection                                                                                 |
| 1998 | Contact - A kapcsolat                                                                  | - The Fifth Element - Az ötödik elem - Gattaca - Men in Black – Sötét zsaruk - Starship Troopers - Csillagközi invázió                                                 |
| 1997 | Babylon 5: "Severed Dreams"                                                            | - Independence Day - Mars Attacks! - Star Trek: First Contact - Star Trek: Kapcsolatfelvétel - Star Trek: Deep Space Nine: "Trials and Tribble-ations"                 |
| 1996 | Babylon 5: "The Coming of Shadows"                                                     | - Apollo 13 - Apolló 13 - Star Trek: Deep Space Nine: "The Visitor" - Toy Story – Játékháború - Twelve Monkeys - 12 majom                                              |
| 1995 | Star Trek: The Next Generation: "All Good Things…"                                     | - Interview with the Vampire - Interjú a vámpírral - The Mask - A Maszk - Stargate - Csillagkapu - Star Trek Generations                                               |
| 1994 | Jurassic Park                                                                          | - Addams Family Values - Babylon 5: "The Gathering" - Groundhog Day - The Nightmare Before Christmas                                                                   |
| 1993 | Star Trek: The Next Generation: "The Inner Light"                                      | - Aladdin - Aladdin - Alien³ - Batman Returns - Batman visszatér - Bram Stoker's Dracula                                                                               |
| 1992 | Terminator 2 - The Judgement Day - Terminátor 2. – Az ítélet napja                     | - The Addams Family - Beauty and the Beast - A szépség és a szörnyeteg - The Rocketeer - Star Trek VI: The Undiscovered Country - Star Trek VI: A nem ismert tartomány |
| 1991 | Edward Scissorhands                                                                    | - Back to the Future III. - Vissza a jövőbe III. - Ghost - Total Recall - Total Recall – Az emlékmás - The Witches                                                     |
| 1990 | Indiana Jones and the Last Crusade                                                     | - The Abyss - The Adventures of Baron Munchausen - Batman - Field of Dreams                                                                                            |
| 1989 | Who Framed Roger Rabbit                                                                | - Alien Nation - Beetlejuice - Big - Willow |
| 1988 | The Princess Bride                                                                     | - Predator - RoboCop - Robotzsaru - Star Trek: The Next Generation: "Encounter at Farpoint" - The Witches of Eastwick - Az eastwicki boszorkányok                      |
| 1987 | Aliens                                                                                 | - The Fly - A légy - Labyrinth - Little Shop of Horrors - Star Trek IV: The Voyage Home - Star Trek IV: A hazatérés                                                    |
| 1986 | Back to the Future - Vissza a jövőbe                                                   | - Brazil - Cocoon - Enemy Mine - Kedves ellenségem - Ladyhawke |
| 1985 | 2010 – A kapcsolat éve                                                                 | - Dune - Dűne - Ghostbusters - Szellemirtók - The Last Starfighter - Az utolsó csillagharcos - Star Trek III: The Search for Spock - Star Trek III: Spock nyomában     |
| 1984 | Star Wars VI: Return of the Jedi - Csillagok háborúja VI: A jedi visszatér             | - Brainstorm - The Right Stuff - Something Wicked this Way Comes - WarGames                                                                                            |
| 1983 | Blade Runner - Szárnyas fejvadász                                                      | - Dark Crystal - E.T. the Extra-Terrestrial - E. T., a földönkívüli - Road Warrior - Star Trek II: The Wrath of Khan - Star Trek II: Khan haragja                      |
| 1982 | Raiders of the Lost Ark                                                                | - Dragonslayer - Excalibur - Outland - Time Bandits |
| 1981 | Star Wars V: The Empire Strikes Back - Csillagok háborúja V: A Birodalom visszavág     | - Cosmos: A Personal Voyage - Flash Gordon - The Lathe of Heaven - The Martian Chronicles                                                                              |
| 1980 | Alien - A nyolcadik utas: a Halál                                                      | - The Black Hole - The Muppet Movie - Muppet-show - Star Trek: The Motion Picture - Time After Time                                                                    |
| 1979 | Superman                                                                               | - Invasion of the Body Snatchers - The Lord of the Rings - Watership Down - The Hitchhiker's Guide to the Galaxy (radió sorozat)                                       |
| 1978 | Star Wars - The New Hope - Csillagok háborúja IV: Új remény                            | - Close Encounters of the Third Kind - Blood!: The Life and Future Times of Jack the Ripper - Wizards - The Hobbit                                                     |
| 1977 | nincs kiosztva                                                                         | - Carrie - Logan's Run - Logan futása - The Man Who Fell to Earth - Futureworld                                                                                        |
| 1976 | A Boy and His Dog                                                                      | - Dark Star - Monty Python and the Holy Grail - Rollerball - The Capture                                                                                               |
| 1975 | Young Frankenstein                                                                     | - Flesh Gordon - Phantom of the Paradise - The Questor Tapes - Zardoz                                                                                                  |
| 1974 | Sleeper                                                                                | - Genesis II - The Six Million Dollar Man - Soylent Green - Westworld                                                                                                  |
| 1973 | Slaughterhouse-Five                                                                    | - Between Time and Timbuktu - The People - Silent Running |
| 1972 | A Clockwork Orange                                                                     | - The Name of the Game: "L.A. 2017" - The Andromeda Strain |
| 1971 | nincs győztes                                                                          | - Blows Against the Empire - Colossus: The Forbin Project - Hauser's Memory - No Blade of Grass                                                                        |
| 1970 | News coverage of Apollo 11                                                             | - The Bed Sitting Room - The Illustrated Man - The Immortal - Marooned                                                                                                 |
| 1969 | 2001: A Space Odyssey                                                                  | - The Prisoner: "Fall Out" - Charly – Virágot Algernonnak - Rosemary's Baby - Yellow Submarine                                                                         |
| 1968 | Star Trek: "The City on the Edge of Forever"                                           | - Star Trek: "Amok Time" - Star Trek: "Mirror, Mirror" - Star Trek: "The Doomsday Machine" - Star Trek: "The Trouble with Tribbles"                                    |
| 1967 | Star Trek: "The Menagerie"                                                             | - Star Trek: "The Corbomite Maneuver" - Star Trek: "The Naked Time" - Fahrenheit 451 - Fantastic Voyage                                                                |
| 1965 | Dr. Strangelove, avagy rájöttem, hogy nem kell félni a bombától, meg is lehet szeretni | - 7 Faces of Dr. Lao |
| 1963 | nincs győztes                                                                          | - The Twilight Zone [?] - Last Year at Marienbad - The Day the Earth Caught Fire - The Night of the Eagle                                                              |
| 1962 | The Twilight Zone [?]                                                                  | - Thriller [?] - The United States Steel Hour: "The Two Worlds of Charlie Gordon" - Children of the Damned - Vynález zkázy                                             |
| 1961 | The Twilight Zone [?]                                                                  | - The Time Machine - Village of the Damned |
| 1960 | The Twilight Zone [?]                                                                  | - Men Into Space - Murder and the Android - The Turn of the Screw - The World, the Flesh and the Devil                                                                 |
| 1959 | nincs győztes                                                                          | - The 7th Voyage of Sinbad - Dracula - The Fly |
| 1958 | The Incredible Shrinking Man                                                           | |

### Retró Hugo-díjak
| ÉV                    | Győztes                    | Többi jelölt |
| --------------------- | -------------------------- | --- |
| 1954 (díjazva: 2004)  | The War of the Worlds      | - The Beast From 20,000 Fathoms - Duck Dodgers in the 24½th Century - Invaders from Mars - It Came from Outer Space |
| 1951 ( díjazva: 2001) | Destination Moon           | - Cinderella - Harvey - Rabbit of Seville - Rocketship X-M                                                          |
| 1946 ( díjazva: 1996) | The Picture of Dorian Gray | - Blithe Spirit - The Body Snatcher - The Horn Blows at Midnight - House of Dracula                                 |

## Lásd még
- Nebula-díjas forgatókönyvek

## Fordítás
- Ez a szócikk részben vagy egészben  a   Hugo Award for Best Dramatic Presentation című angol Wikipédia-szócikk fordításán alapul.  Az eredeti cikk szerkesztőit annak laptörténete sorolja fel. Ez a jelzés csupán a megfogalmazás eredetét és a szerzői jogokat jelzi, nem szolgál a cikkben szereplő információk forrásmegjelöléseként.

## Külső hivatkozások
- Hivatalos weboldal